# Arturo Vega
Arturo Vega fue un diseñador gráfico mexicano, conocido fundamentalmente por haber diseñado el famoso logo de la banda de punk rock norteamericana The Ramones, uno de los mayores iconos de la historia del Rock.

## Biografía
Arturo Vega nació en Chihuahua (México) en 1947. Con 23 años emigró a Estados Unidos donde se afincó en la ciudad de Nueva York. Vega se instaló en un antiguo almacén de flores de plástico, reconvertido en loft, cerca del mítico club CBGB donde conoció a Dee Dee y Joey Ramone, bajista y cantante de The Ramones. Cuando el club cerraba, la fiesta continuaba en su casa y el grupo no tardó en trasladarse a vivir con él. En 1974 diseñó el conocido logo de la banda, inspirado en el sello presidencial de Estados Unidos. 
“En el 74 se celebró el Unsigned Bands Festival, en el CBGB, con los Ramones, Patti Smith, Talking Heads, entre otros, en el cartel. Para ese concierto hicimos más de 300 posters con una foto en la que aparecía mi cinturón de águila”, explica Vega. Ese fue el inicio. “En 1976, viajé junto al grupo a Washington, era mi primera vez allí. Cuando llegamos a la Casa Blanca vi el sello presidencial de los Estados Unidos e inmediatamente pensé: ‘Esto es lo que voy a hacer’. Lo pulí y tomé algunas decisiones, como remplazar las flechas por un bate de béisbol. No lo cambié mucho. Quería una imagen clásica, porque yo veía a los Ramones como una banda clásica”, recuerda Arturo Vega.
Si bien The Ramones no fueron nunca un grupo destacado en cuanto a ventas de discos, al menos en los Estados Unidos, sus camisetas se vendieron por millones, siendo esta su principal fuente de ingresos durante mucho tiempo. Arturo Vega, que también ejercía de iluminador en los conciertos de la banda, solía ocuparse del merchandising, montando un puesto de camisetas para costearse los gastos de los viajes, algo a lo que se negaba la discográfica, en 22 años sólo faltó a dos de los 2263 directos de los Ramones. 
Con el tiempo, la fama de las camisetas trascendió a la del grupo, convirtiéndose en icono pop, algo que lamenta su diseñador, ya que "muchas de esas personas que visten la camiseta no saben nada de la música de los Ramones. No les interesa, y se la ponen sólo porque está de moda".
Los integrantes de la banda nunca hicieron un contrato con ninguna compañía para la venta y distribución de sus artículos de merchandising hasta su disolución. Vega recibió el 10% de los beneficios de las ventas. Resulta difícil calcular la cantidad de artículos que llevan el famoso logo, tazas de desayuno, pósteres, pegatinas, juguetes... de todo excepto ropa para mascotas, lo único a lo que el diseñador se negó.
Arturo Vega falleció el 8 de junio de 2013 en Nueva York.